# 石丸純
石丸 純（いしまる じゅん、1967年7月27日 - ）は、日本の男性声優、ナレーター。滋賀県出身。東京俳優生活協同組合所属。

## 人物
免許・資格は普通自動車免許。
趣味はバイク、落語、講談。

## 出演
太字はメインキャラクター。

### テレビアニメ
- GTO（1999年、スタッフ）
- THE ビッグオー（2000年、警官）

### 劇場アニメ
- 風を見た少年（2000年）
- 機動戦士ガンダム 特別版（ジオン公国群衆）
- 機動戦士ガンダムIII めぐりあい宇宙編 特別版（2000年、タムラ）

### OVA
- 名探偵コナン MAGIC FILE4 大阪お好み焼きオデッセイ（2010年、警備員）

### ゲーム
- ポスタル（1997年 - ポスタル・デュード）
- ファイナルファンタジーX（2001年、ズーク、バルテロ、エンケ=ロンゾ）
- Clive Barker's Undying（2002年、パトリック・ギャロウェイ）
- ポスタル2（2003年、ポスタル・デュード）
- 幻想水滸伝V（2006年、ゼガイ、ダイン）
- ポスタル3（2012年、ポスタル・デュード）

### 吹き替え

#### 映画
- タイムトラベラー きのうから来た恋人（ジョン・F・ケネディ）
- 迷宮のレンブラント

#### アニメ
- スパイダーマン（マット・マードック / デアデビル）
- スパイダーマン&アメイジング・フレンズ（マット・マードック）
- レンとスティンピー（スティンピー）

### 特撮
- 特捜ロボ ジャンパーソン（1993年、深海作業用ロボット・サイレントの声）
- 未来戦隊タイムレンジャー（2000年、テロリスト・サンドーラの声）

### ナレーション
NHK
- 知るを楽しむ
- BS世界のドキュメント
- 溝口健二没後50年ドキュメント
- J-POP青春の'80

フジテレビ
- FNNスーパーニュース（特集パート）

テレビ朝日
- 報道ステーション（特集パート）
- テレメンタリー
- FNNスーパーニュース（特集パート）

BS-i
- こんな凄い奴がいた!

グリーンチャンネル
- うま馬ライフ
- あっぱれ畜産道場
- 日本列島水見聞記

### テレビドラマ
- シチリアの龍舌蘭（1994年）